# Thouarella flabellata
Thouarella flabellata är en korallart som beskrevs av Kükenthal 1907. Thouarella flabellata ingår i släktet Thouarella och familjen Primnoidae. Inga underarter finns listade i Catalogue of Life.